# François Henri Antoine de Bridieu
François Henri Antoine, marquis de Bridieu, est un homme politique français né le 7 janvier 1804 à Loches (Indre-et-Loire) et décédé le 17 mai 1872 à Paris.

## Biographie
François Henri Antoine de Bridieu est le fils de Joseph Louis Cyprien, marquis de Bridieu, propriétaire du château de Sansac, et d'Elisabeth de Mallevaud de Marigny. Il épouse Aglaë Marie Antoinette de Lignaud de Lussac.
Secrétaire général de la préfecture du Calvados, il donne sa démission en 1830 après la révolution de juillet 1830.
Avocat à la cour d'appel de Paris et propriétaire en Touraine, il est conseiller municipal de Loches et conseiller général du canton de Loches. Il est représentant de l'Indre-et-Loire de 1871 à 1872, siégeant sur les bancs monarchistes.

## Sources
- « François Henri Antoine de Bridieu », dans Adolphe Robert et Gaston Cougny, Dictionnaire des parlementaires français, Edgar Bourloton, 1889-1891 [détail de l’édition]